# Midtown (banda)
Midtown es una banda de pop punk de Nueva Jersey, Estados Unidos, creada en 1998 por 3 estudiantes de la universidad de Rutgers University.

## Historia
En 1999 lanzaron su primer material, un EP titulado The Sacrifice of Life. Tras ganarse una importante legión de seguidores y destacar en la prolífica escena punk con toques emo de Nueva Jersey, Drive-Thru Records los fichó para grabar su primer álbum de estudio. Producidos por un especialista en el género punk pop, emo y del rock alternativo estadounidense en general como Mark Trombino (blink-182, Jimmy Eat World), la banda lanza Save the World, Lose the Girl en el año 2000. Un año más tarde, la banda logra grabar un split nada menos que con Millencolin, una de las bandas más importantes del punk pop y skate punk de comienzos de los 90.
En 2002, sale al mercado Living Well Is the Best Revenge, distribuido por Drive-Thru Records y MCA. El 29 de junio de 2004 Midtown lanza su último álbum, Forget What You Know, el único con una multinacional como Columbia dando un fin al grupo a inicios del 2005.
Actualmente, después de 10 años de haber lanzado Forget What You Know, el grupo Hizo un reencuentro de debut en el Skate & Surf Festival del año presente, y por Anterioridad el grupo seguirá teniendo presentaciones en vivo y posiblemente un nuevo álbum.

### Proyectos Post-Midtown
- Cobra Starship - Tras la disolución de Midtown, Gabe Saporta, el líder de la banda funda Cobra Starship. Recientemente realizaron una gira junto a Fall Out Boy y +44.

- Heath Saraceno, el guitarrista de la banda, se marchó a la vecina banda de Nueva Jersey, Senses Fail. Tiene además, junto a Dan Trapp (baterista de Senses Fail), un proyecto paralelo llamado The Jettonnes.

- Rob Hitt, el baterista, fundó un sello discográfico llamado I Surrender Records y Tyler Rann (guitarrista) ingresó en Band of Thieves.

## Miembros
- Gabe Saporta - Voz/Bajo
- Tyler Rann - 2.ª Voz/Guitarra
- Heath Saraceno - Voz/Guitarra
- Rob Hitt - Batería

## Discografía
- The Sacrifice of Life EP (1999)
- Save the World, Lose the Girl (2000)
- Donots vs. Midtown Split 7" (2000)
- Millencolin/Midtown Split (2001)
- Living Well Is the Best Revenge (2002)
- Forget What You Know (2004)

- Datos: Q1888903
- Multimedia: Midtown / Q1888903